# Pappenheim-barlang
A Pappenheim-barlang homokkőben és konglomerátumban keletkezett barlang, amely a Cserhátban, Bujákon helyezkedik el. Őslénytani leletek kerültek elő belőle.

## Leírás
Buják ÉNy-i részén, az Őr-hegy lábánál, a Bujáki-patakhoz közel, lakóterületen lévő (már nem művelt) homokkőfejtőben, 188 m tengerszint feletti magasságban van a barlang természetes jellegű, ovális alakú, 8 m széles, 3,7 m magas, DNy felé néző és vízszintes tengelyirányú bejárata. A kőbánya a Bokori út és a Béke utca találkozásánál található. Középső miocén homokkőben és konglomerátumban, (a rétegződésnek köszönhetően) felszakadással, omlással, aprózódással és mállással jött létre a barlang. Nem ismerhető a fekükőzet, de a barlangban mutatkozó formajegyek arra utalnak, hogy ez a homokkőbarlang is egy lentebb lévő üreg felharapódzásával keletkezett. Egyszerű, egyszintes, körülbelül ellipszis keresztmetszetű barlang, amelynek jellemző szelvénytípusa az ellipszis szelvény.
Rétegfelületek és ősmaradványok figyelhetők meg benne. Az ősmaradványokat az ősnövények képviselik, amelyek egy fadarabkás homokkőrétegben fordulnak elő. A mennyezetet néhány helyen réteglapok síkja alkotja. A kőzet nagy mennyiségben tartalmaz jól látható, növényi maradványokat. Andezit is előbukkan a barlangban. A barlang végén egy hatalmas kőpad van. A laza és porózus kőzet jelenleg is pereg, mállik, amelynek az eredménye az aljzatot vastagon borító homok és por. A bejárat közelében, éppúgy, mint a bányafal néhány részén a lazább homokkő egy része kicsi, csőszerű üregekkel sűrűn van lyuggatva. Az üregeket valószínűleg egy hártyásszárnyú faj egyedei készítették. A barlang bejárásához nem szükséges engedély. Utcai ruhában, könnyen megtekinthető.
A jobb oldali falban kilenc réteget sikerült megkülönböztetni. A barlangból előkerült paleofaunisztikai leleteknek leginkább azért van jelentősége, mert homokos környezetből kerültek elő és nem mészkőbarlangból.
A kőfejtő régi tulajdonosáról, Pappenheim Szikfridről, más forrás alapján Pappenheim Siegfriedről lett elnevezve. 1989-ben volt először Pappenheim-barlangnak nevezve a barlang az irodalmában. Előfordul a barlang az irodalmában Bujáki-hasadékbarlang (Kordos 1984) és Bujáki hasadék-barlang (Bertalan 1976) neveken is.

## Kutatástörténet
1932-ben Matolay Tibor kigyűjtötte az egyik réskitöltésből az összes ott található paleofaunisztikai leletet és azt a Magyar Természettudományi Múzeumba juttatta el. Az 1959. évi Természettudományi Múzeum Évkönyvében az van írva, hogy a barlang régi réskitöltéséből felsőpleisztocén–óholocén gerinces maradványok lettek meghatározva. 20 faj lett kimutatva a 747 csontból és csonttöredékből. Előfordul a maradványok között hóbagoly, egerészölyv, gyepi béka, erdei egér és szibériai pocok maradvány is.
Az 1976-ban befejezett, Magyarország barlangleltára című kéziratban az olvasható, hogy a Bujáki hasadék-barlang a Cserhátban, Bujákon helyezkedik el. A Buják melletti Pappenheim-féle kőbányában található a bejárata és a barlang vízszintes elválási lapok mentén keletkezett hasadék. A kézirat barlangra vonatkozó része 1 tanulmány alapján lett írva.

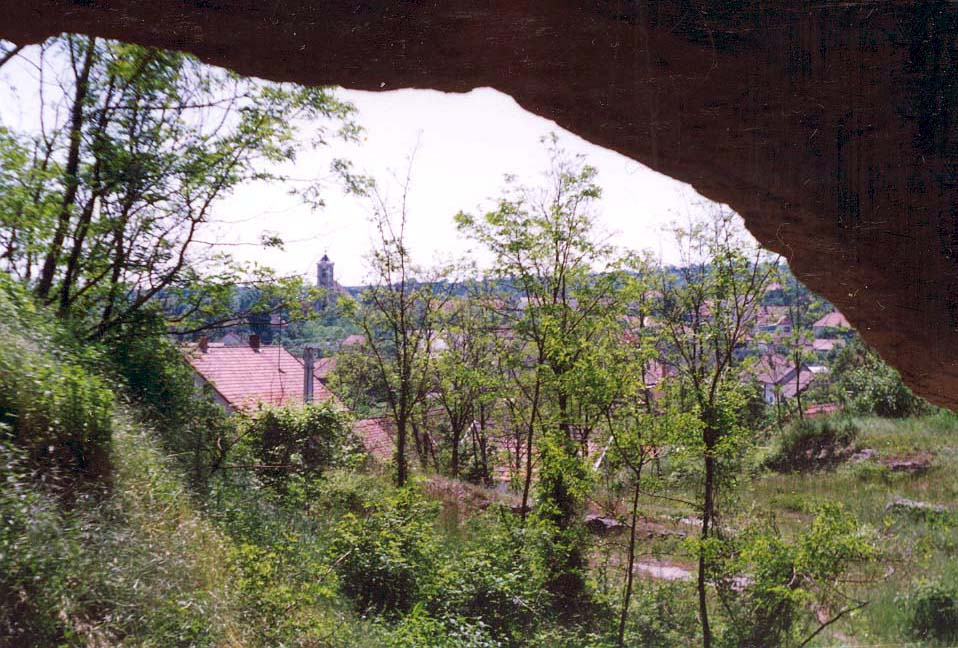
Kilátás a Pappenheim-barlangból

Az 1983-ban publikált tanulmány szerint a Börzsöny, a Cserhát és a Mátra területén a bujáki hasadékkitöltés és a Függő-kői-barlang felső pleisztocén faunája volt csak ismert. A bujáki hasadékkitöltés faunája szegényes. Az 1984-ben napvilágot látott, Magyarország barlangjai című könyv országos barlanglistájában szerepel a Börzsöny–Cserhát–Karancs barlangjai között a barlang Bujáki-hasadékbarlang néven. A listához kapcsolódóan látható a Magyarország barlangjainak földrajzi elhelyezkedését áttekintő térképen a barlang földrajzi elhelyezkedése. Az Alba Regia Barlangkutató Csoport 1988. évi évkönyvében le van írva röviden. A leírás szerint például a bujáki tanácselnök és a nyugalmazott erdész sem hallottak róla.
1989. október 21-én Eszterhás István és Gönczöl Imre keresték meg, vizsgálták át és mérték fel a barlangot. A felmérés alapján Eszterhás István szerkesztett egy alaprajzi barlangtérképet, egy hosszmetszet barlangtérképet és egy keresztmetszet barlangtérképet. A barlangtérkép-lapon két helyszínvázlat is szerepel, amelyeken fel van tüntetve a barlang helye és a barlangtérkép-lap szerint 11,5 méter hosszú, valamint 4,7 méter magas. Az Alba Regia Barlangkutató Csoport 1989. évi évkönyvébe bekerült a barlangtérkép-lap, egy helyszínrajz, négy fénykép és a barlang részletes leírása.
Eszterhás István Magyarország nemkarsztos barlangjainak listája című, 1989-ben készült kéziratában az olvasható, hogy a Cserhát hegységben, az 5223-as barlangkataszteri területen, Bujákon lévő Pappenheim-barlang másik neve Bujáki-hasadékbarlang. A homokkőben kialakult barlang 11,5 m hosszú és 2,8 m magas. A Cserhát hegység nem karsztkőzetben keletkezett 9 barlangja közül az egyik. A listában meg van említve az a Magyarországon, nem karsztkőzetben kialakult, létrehozott 220 objektum (203 barlang és 17 mesterséges üreg), amelyek 1989. év végéig váltak ismertté. Magyarországon 21 barlang keletkezett homokkőben. Az összeállítás szerint Kordos László 1984-ben kiadott barlanglistájában fel van sorolva 119 olyan barlang is, amelyek nem karsztkőzetben jöttek létre.

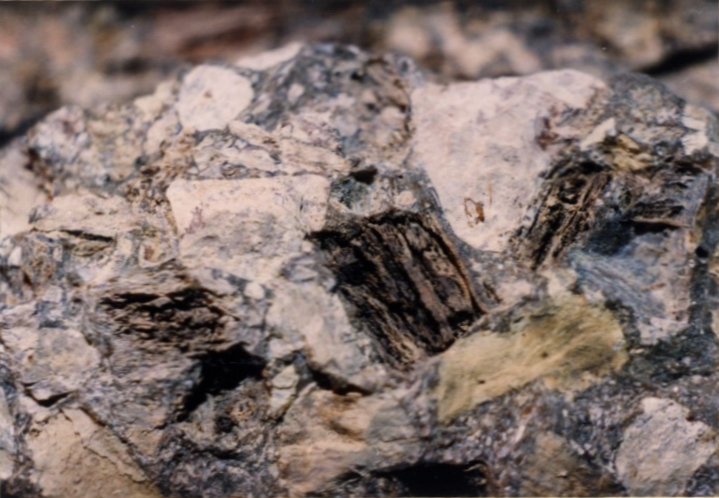
Fadarabkás homokkő a Pappenheim-barlangban

Az Eszterhás István által 1992-ben írt lista szerint 1992 decemberében Magyarországon 423, a Cserhát hegységben pedig 14 olyan barlang van, amelyek nem karsztkőzetben alakultak ki. Az üledékes, de nem karsztosodó kőzetben létrejött, Magyarországon található barlangok között a 7. leghosszabb a homokkőben húzódó Pappenheim-barlang (Buják), amely 11,5 m hosszú és 3 m magas. Nem karsztbarlangok Magyarországon pl. homokkőben vannak (pl. Pappenheim-barlang). Az Eszterhás István által írt Magyarország nemkarsztos barlangjainak lajstroma című, 1993-ban készült kéziratban meg van említve, hogy a Cserhát hegységben, az 5223-as barlangkataszteri területen, Bujákon helyezkedik el a Pappenheim-barlang. A barlang a Cserhát hegység nem karsztkőzetben kialakult 10 barlangja közül az egyik. A barlang 11,5 m hosszú és 2,5 m magas. A felsorolás szerint Buják egyetlen barlangja és homokkőben keletkezett. Az összeállításban fel van sorolva az a Magyarországon, nem karsztkőzetben kialakult, létrehozott 520 objektum (478 barlang és 42 mesterséges üreg), amelyek 1993 végéig ismertté váltak. Magyarországon 28 barlang, illetve mesterségesen létrehozott, barlangnak nevezett üreg alakult ki, lett kialakítva homokkőben.
Az 1994-ben megjelent, Lychnis. Szemelvények a vulkáni kőzetekben keletkezett barlangok kutatásáról című kiadvány szerint a Magyarországon lévő olyan barlangok között, amelyek nem karsztosodó, üledékes kőzetben jöttek létre, az 1994. nyári állapot alapján a 9. leghosszabb a Pappenheim-barlang (Buják). A barlang homokkőben alakult ki, 12 m hosszú és 2 m magas. Magyarországon 489, a Cserhát hegységben pedig 10 barlang található nem karsztkőzetben. Magyarországon 28 barlang alakult ki homokkőben. Az MKBT Vulkánszpeleológiai Kollektívájának 1995. évi évkönyvében található egy részletes leírás a barlangról, két helyszínvázlat, az 1989. évi barlangtérkép-lap, egy ábra a jobb oldal falának rétegeiről és nyolc fénykép. A leírás szerint a barlang jelenlegi képéből arra lehet következtetni, hogy régen a barlang alatt egy üreg volt. Az elsődleges üreg kőzete és keletkezése nem ismert, de valószínűleg badeni lajtamészkőben jött létre.
A 2001. november 12-én készült, Magyarország nemkarsztos barlangjainak irodalomjegyzéke című kézirat barlangnévmutatójában szerepel a Pappenheim-barlang. A barlangnévmutatóban fel van sorolva 11 irodalmi mű, amelyek foglalkoznak a barlanggal. A 2004. évi Karsztfejlődésben 11,5 méter hosszú barlangként van említve és meg vannak adva EOV koordinátái. A 2005. évi Karsztfejlődésben említve van a magyarországi felszakadásos homokkőbarlangok között és egy Magyarország térképen jelölve van helye. A 2006-ban kitöltött nyilvántartólapján az van írva, hogy 188 méter tengerszint feletti magasságban van bejárata, a részletesen felmért barlang 11,5 méter hosszú, 3,7 méter függőleges kiterjedésű és 3,7 méter magas. A 2005. évi Karsztfejlődésben le van írva röviden keletkezése. A 2017. évi Karsztfejlődésben publikálva lett egy részletes barlangleírás, helyszínrajz és fénykép.